# 슬리퍼 히트
엔터테인먼트 산업에서 슬리퍼 히트(sleeper hit)는 처음에는 성공적이지 못했지만 결국 놀라운 성공을 거둔 영화, TV 시리즈, 음악 발매물, 비디오 게임 또는 기타 엔터테인먼트 제품을 의미한다. 슬리퍼 히트는 홍보가 거의 없었거나 성공적인 출시가 부족했을 수도 있지만, 점차 팬덤을 형성하고 구전 마케팅, 미디어 보도 또는 예상치 못한 인터넷 바이럴을 통해 확산된다. 버라이어티는 "슬리퍼 히트는 우리를 놀라게 하는 종류의 쇼로 정의될 수 있다. 인기가 시간이 지남에 따라 증가하고 궁극적으로 미리 정해진 히트를 능가할 수 있는 프로그램이다."라고 말한다.
슬리퍼 히트는 스타 출연진이나 높은 제작 가치가 부족한 경우가 많지만, 때로는 제작자의 기대를 뛰어넘어 서사, 접근 방식 또는 참신함과 같은 특성뿐만 아니라 시장의 우연을 통해 성공을 거둔다. 슬리퍼 히트 영화는 티켓 판매 수익에서 더 많은 비율을 유지하기 때문에 극장주에게 이익이 된다.

## 영화에서
영화 산업의 일부 슬리퍼 히트는 개봉 몇 주 전 시사회와 같이 관객에게 미묘하게 전략적으로 마케팅되어, 대대적으로 홍보되는 영화를 봐야 한다는 의무감을 느끼지 않게 한다. 이러한 대안적인 마케팅 전략은 시애틀의 잠 못 이루는 밤 (1993), 아카데미 작품상 수상작인 포레스트 검프 (1994), 내 남자친구의 결혼식 (1997), 메리에겐 뭔가 특별한 것이 있다 (1998), 블레어 위치 (1999), 식스 센스 (영화) (1999)와 같은 슬리퍼 히트에서 사용되었다.
이 영화들의 상영회는 영화의 관객층에 적합한 지역에서 개최되었다. 로맨틱 코미디인 시애틀의 잠 못 이루는 밤의 경우, 20대 중반에서 30대 초반의 연인들이 토요일 오후에 새 영화를 보기 전에 쇼핑몰에서 상영회가 열렸다. 이론적으로 성공적인 상영은 구전 마케팅으로 이어져, 시청자들이 주말 후 직장에 돌아왔을 때 흥미로운, 저예산 영화에 대해 동료들과 토론하도록 만든다.
40만 달러 미만의 예산으로 제작된 이지 라이더 (1969)는 5천만 달러를 벌어들이고 마약, 폭력, 오토바이, 반문화적 입장, 록 음악의 조합으로 젊은 관객들의 관심을 끌면서 슬리퍼 히트가 되었다. 또한 미국 뉴 웨이브 시네마의 시작 시기에 성공한 영화 중 하나이기도 했다.
록키 호러 픽쳐 쇼 (1975)는 개봉 후 6개월 동안 실패작으로 간주되었지만 이후 심야 상영에서 인기를 얻었다.
크리스마스 스토리 (1983년 영화) (1983)는 처음에는 홍보가 거의 없이 평범한 성공을 거두었지만, 몇 년 후 테드 터너가 MGM 백 카탈로그를 구입하고 매년 12월 자신의 케이블 네트워크에서 영화를 재방영하면서 상징적인 크리스마스 고전이 되었다.
1979년 호주 영화 매드 맥스 (영화)는 오즈플로이테이션(Ozploitation) 운동에서 비롯되어 포스트 아포칼립스 디스토피아 장르를 대중화하는 데 기여했으며, 1999년 슬리퍼 히트작인 블레어 위치에 의해 깨지기 전까지 몇 년 동안 가장 높은 수익-비용 비율 기록을 보유했다.
1978년 가을부터 1979년 가을까지 상영되었고 마케팅을 거의 전적으로 입소문에 의존한 독립 영화 할로윈 (1978년 영화)도 슬리퍼 히트였으며, 32만 5천 달러의 예산으로 7천만 달러의 흥행 수익을 올렸다. 이 영화의 성공으로 다른 슬래셔 영화들도 같은 접근 방식을 시도했지만, 공포 영화는 개봉 주말 흥행에 크게 의존하고 극장에서 빠르게 사라지기 때문에 성공한 영화는 거의 없었다. 할로윈 이후 주목할 만한 다른 공포 슬리퍼 히트작으로는 1984년 나이트메어 (1984년 영화), 1996년 스크림 (1996년 영화), 1999년 블레어 위치, 2004년 쏘우 (2004년 영화), 2007년 파라노말 액티비티 등이 있다.
호커스 포커스 (영화) (1993)는 박스오피스에서 저조한 성적을 거두었지만, 프리폼의 13 Nights of Halloween 블록에서 TV 방영을 통해 슬리퍼 히트가 되었다.
아이언 자이언트 (1999)는 배급사인 워너 브라더스가 영화에 대한 믿음이 없어 마케팅 부족으로 흥행에 실패했다. 그러나 이 영화는 보편적인 찬사를 받고 홈 비디오와 TV로 출시된 후 컬트 팬덤을 얻었으며, 현재는 현대 애니메이션 고전이자 역대 최고의 애니메이션 영화 중 하나로 간주된다.
나폴레옹 다이너마이트는 50만 달러의 예산을 회수하고 2004년에 센세이션을 일으켜, 개봉 1년 만에 거의 4천5백만 달러의 수익을 올렸고, 영화의 모든 출연진이 출연하는 단명 애니메이션 시리즈의 기반이 되었다.
피넛 버터 팔콘 (2019)도 슬리퍼 히트가 되었으며, 다음 주말에 1,249개 극장으로 확대되어 3백만 달러를 벌어들였고, 노동절 (미국)에는 110만 달러를 벌어들였다.
장화신은 고양이: 끝내주는 모험 (2022)은 개봉 주말 1,240만 달러를 벌어들였고, 결국 2023년 3월까지 슬리퍼 히트가 되었다.
엘리멘탈 (2023)은 원래 예상보다 낮은 개봉 성적을 기록하며 개봉 주말 2,950만 달러를 벌어들였다. 그러나 긍정적인 입소문으로 인해 영화는 급격한 반등을 이루며 슬리퍼 히트가 되었고, 많은 뉴스 매체들은 2023년 8월 초까지 전 세계적으로 4억 달러를 돌파하며 픽사 애니메이션 스튜디오의 전례 없는 박스오피스 복귀를 칭찬했으며, 이는 궁극적으로 코로나19 범유행 기간 동안 디즈니의 가장 큰 애니메이션 성공작이 되었다. 또한 특히 한국에서 국제적으로도 좋은 성과를 거두었으며, 한국은 영화의 세 번째로 큰 시장이 되었다. 이는 피터 손 감독의 한국계 미국인 배경과 한국 관객들에게 공감대를 형성하는 요소들의 포함에 기인했다. 이 소식을 들은 손 감독은 "정말 기쁨으로 가슴이 터지는 것 같았다"고 말했다. 2023년 8월 20일까지 엘리멘탈은 스파이더맨: 어크로스 더 유니버스의 해외 박스오피스 총액을 넘어섰고, 2024년 1월에는 아카데미 최우수 애니메이션 장편 영화상 후보에 올랐다.
틴에이지 크라켄 루비 (2023)는 7천만 달러 예산 대비 4천6백만 달러의 수익을 기록하며 흥행에 실패했고, 최대 8천만 달러의 예상 손실을 보았다. 그러나 넷플릭스에서는 경쟁작들을 제치고 성공을 거두었으며, 십대와 젊은 성인이라는 타겟 관객층의 마음을 사로잡았다. 틴에이지 크라켄 루비는 넷플릭스 톱 10에 올랐으며, 3주 동안 1,230만 명의 시청자가 시청했다.
로맨틱 코미디 페이크 러브 (영화) (2023)도 예상보다 낮은 개봉 성적을 기록했다. 개봉 주말 동안 약 7백만 달러의 수익을 올릴 것으로 예상되었지만, 대신 630만 달러에 그쳤다. 그러나 이 영화는 주말 수익이 점진적으로 증가하여 상위 5위권에 머물렀다. 이 영화는 2024년 1월 8일부터 1월 11일까지 박스오피스를 주도했으며, 이는 새로운 영화들의 개봉 시기였다.

## 음악에서
돈 하워드의 1952년 "Oh Happy Day" 녹음은 가장 초기의 슬리퍼 히트 중 하나였다. 하워드의 바리톤 보컬과 아마추어 수준으로 연주된 어쿠스틱 기타만이 특징인 이 곡은 처음에는 지역적으로만 발매되었고 히트할 것으로 예상되지 않았다. 하워드의 고향인 클리블랜드, 오하이오의 십대들로부터 엄청난 지지 물결이 일어나면서 음악 산업의 경멸에도 불구하고 이 곡은 급격히 인기를 얻었다. 래리 후퍼와 로렌스 웰크 오케스트라의 커버 버전을 포함한 커버 버전들이 빠르게 제작되었고, 1953년에는 하워드의 원곡을 포함하여 최소 4개의 히트 녹음이 유통되었다.
더 로맨틱스의 1980년 싱글 "What I Like About You"는 발매 당시 빌보드 핫 100에서 49위를 기록하며 작은 히트를 기록했지만, 영국에서는 전혀 차트에 오르지 못했다. 이 곡은 다양한 광고 캠페인에 사용되면서 결국 1980년대 가장 인기 있는 곡 중 하나가 되었다.
더 워터보이즈의 1985년 싱글 "The Whole of the Moon"은 처음에는 영국에서 26위를 포함하여 여러 국가의 하위 차트에 진입했다. 이 곡은 1991년에 다시 발매되어 영국에서 3위, 유럽에서 3위를 기록하며 큰 호평을 받았고, 영국에서 플래티넘 인증을 받았다. 이 곡은 그들의 가장 성공적인 곡 중 하나가 되었고 잘 알려졌다.
미국 록 밴드 건즈 앤 로지스의 1987년 싱글 "Welcome to the Jungle"은 그해 9월 처음 발매되었을 때 미국과 영국에서 모두 저조한 성적을 기록했다. 1988년에 밴드의 인기가 꾸준히 높아지면서 미국에서 슬리퍼 히트가 되어 빌보드 차트 상위 10위에 진입했다. 그 후 영국에서 재발매되어 그곳에서 상위 40위권에 진입했다.
이즈라엘 카마카비보올레의 1990년 싱글 "Somewhere Over the Rainbow/What a Wonderful World"는 2000년대와 2010년대에 수많은 영화 및 TV 사운드트랙에 삽입되면서 슬리퍼 히트가 되었고, 이 곡은 결국 2010년과 2011년에 유럽 전역에서 차트에 올랐으며, 2010년대 독일 연말 차트에서 16위를 기록했다.
너바나의 두 번째 앨범인 Nevermind는 1991년 9월에 낮은 기대를 받으며 발매되었고, 50만 장 판매를 목표로 했다. 이 앨범은 빌보드 200에서 144위로 진입했지만, 다음 달 동안 차트를 천천히 올라 11월에는 상위 40위권에 진입했다. 이 앨범은 12월까지 주당 30만 장이 팔렸고, 1992년 1월에는 심지어 마이클 잭슨의 Dangerous를 제치고 빌보드 차트 1위에 올랐다. 이 앨범은 전 세계적으로 3천만 장 이상 판매되었으며, 이후 세계에서 가장 많이 팔린 앨범 중 하나가 되었다.
다이도 (가수)의 "Thank You"는 1998년 영화 슬라이딩 도어즈에 처음 등장했으며 2000년 9월에 싱글로 발매되었지만, 에미넴이 자신의 히트 싱글 "Stan"에 이 곡을 샘플링하기 전까지는 빌보드 핫 100에 오르지 못했다. 이로 인해 "Thank You"와 다이도의 1999년 데뷔 앨범인 No Angel이 주류 성공을 거두는 데 도움이 되었다. 이 싱글은 2001년 1월 차트에 80위로 데뷔했으며, 결국 2001년 4월 3위로 최고 순위를 기록했다. No Angel은 빌보드 200에 144위로 진입했으며, 결국 차트에서 4위의 최고 순위를 기록했다.
마룬 5의 데뷔 스튜디오 앨범인 Songs About Jane은 원래 2002년 6월에 발매되었지만, 11개월 후인 2003년 5월이 되어서야 차트에 진입했으며, 170위로 저조한 데뷔 성적을 기록했고, 8개월 동안 상위 40위권 아래에 머물렀다. 그러나 2004년에 발매된 인기 히트 싱글 "This Love"와 그에 못지않게 인기 있는 후속곡 "She Will Be Loved"가 모두 5위에 오르면서 (전자는 14주 동안 톱 10에 머물렀고 43주 동안 차트에 머물렀다), 2004년 초에 앨범에 대한 새로운 관심이 생겼고, 2월에는 플래티넘 인증을 받았으며, 한 달 후에는 마침내 톱 10에 진입했다.
R&B 가수 래피얼 서디크의 클래식 솔에서 영감을 받은 앨범 The Way I See It은 슬리퍼 히트였다. 2008년 발매 당시 간과되었지만, 결국 미국 빌보드 200에서 41주 동안 차트에 머물렀다.
팝 가수 레이디 가가의 "Just Dance"와 "Poker Face"는 모두 2008년에 발매되었지만, 미국과 영국을 포함한 일부 국가에서는 다음 해인 2009년 초까지 인기를 얻지 못했고, 결국 그 국가들에서 1위 히트곡이 되었다. 특히 "Poker Face"는 2009년 전 세계적으로 가장 많이 팔린 싱글이 되었다.
R&B 가수 미겔 (가수)의 2010년 데뷔 앨범 All I Want Is You는 처음에는 빌보드 200에서 11,000장 판매로 109위에 데뷔하며 저조한 성적을 기록했으며, 음반사로부터 충분한 홍보를 받지 못했다. 싱글들이 라디오 방송을 통해 인기를 얻고 미겔이 앨범 홍보를 위해 투어를 하면서, All I Want Is You는 슬리퍼 히트가 되었고 2012년까지 404,000장이 판매되었다. 2017년 11월 현재 이 앨범은 미국에서 플래티넘 인증을 받았다.
리조 (음악가)의 "Truth Hurts"는 2017년 9월에 발매되었으며, 2019년 로맨틱 코미디 영화 Someone Great에 등장하기 전까지는 차트에 오르지 못했다. 이 영화에 등장한 후 싱글은 빌보드 핫 100에서 50위로 데뷔했다. 이 곡이 차트에서 슬리퍼 히트가 되면서, "결혼식이 엉망이 된" 콘셉트를 특징으로 하는 뮤직 비디오는 바이럴이 되었다. 2019년 9월까지 이 싱글은 차트 1위에 올랐다. 이 뮤직 비디오는 2022년 8월 현재 2억 9천만 회 이상 조회되었다. 이 싱글은 또한 "I just took a DNA test, turns out, I'm 100 percent that bitch"라는 가사를 립싱크하거나 참조하는 사용자들의 틱톡 비디오에 사용되면서 인기를 얻었다. 차트 집계 기간 동안 빌보드 차트의 선임 이사인 게리 트러스트(Gary Trust)는 곡이 발매된 지 거의 2년 만에 핫 100 정상에 오르는 것은 드문 일이라고 지적했지만, "디지털 시대에는 음악 팬들이 처음에는 간과되었을 수 있는 오래된 노래를 접하는 것이 이전보다 훨씬 쉽다"고 설명했다. 페이퍼 잡지의 마이클 러브 마이클(Michael Love Michael)에 따르면, 리조의 슬리퍼 히트는 곡이 처음 발매된 이후 더 포괄적인 대중 매체로 설명될 수도 있다: "흑인 여성들은 잡지 표지에서 그 어느 때보다 더 많이 보인다; 패션은 크기, 인종, 민족적 다양성에 대한 더 넓은 대화를 나누고 있다. 리조의 이러한 공간에서의 존재는 더 큰 포괄성의 미래를 나타낸다."
채플 론의 데뷔 스튜디오 앨범인 The Rise and Fall of a Midwest Princess는 2023년 9월 발매 당시 즉각적인 상업적 성공을 거두지는 못했다. 그러나 올리비아 로드리고의 Guts World Tour에서 채플 론의 오프닝 공연, 코첼라 밸리 뮤직 앤드 아츠 페스티벌 및 Governors Ball과 같은 음악 축제에서의 공연, 그리고 후속 싱글인 "Good Luck, Babe!"의 성공으로 인해 컬트 팔로잉을 얻기 시작했다. 2024년 6월까지 이 앨범은 빌보드 200에서 톱 10 안에 들었다. 이후 여러 싱글("Femininomenon", "Casual", "Pink Pony Club", "Red Wine Supernova", 그리고 "Hot to Go!")이 발매 이후 처음으로 빌보드 글로벌 200과 빌보드 핫 100에 진입했다.
2020년대 중반까지 로스트웨이브 현상이 인터넷에서 인기를 얻었으며, 그 기원이 발견된 곡들은 인기가 급증할 가능성이 높다. 특히 부스 형제의 "Ulterior Motives"와 FEX (후자는 이전에 "인터넷에서 가장 신비한 노래"로 알려짐)의 "Subways of Your Mind"가 그러하다. 이로 인해 그들의 경력이 다시 시작되었다.

### 틱톡
코로나19 범유행은 이전에 발매된 음악을 포함한 미디어를 관객들이 재발견하는 데 중요한 역할을 했으며, 이는 주로 비디오 공유 서비스 틱톡 및 기타 소셜 미디어 플랫폼을 통해 이루어졌다. 몇 년 전 발매되었지만 상업적으로 즉각적인 인상을 남기지 못했던 곡들이 다시 인기를 얻고 차트에서 성공을 거두었다. 2023년 9월, 빌보드는 틱톡에서 얻은 재생 횟수를 기준으로 곡들을 추적하는 새로운 틱톡 빌보드 톱 50을 도입했다. 2020년 이후 틱톡 슬리퍼 히트의 예시는 다음과 같다.
- "Misty" (에롤 가너가 작곡한 재즈 스탠다드) by 레슬리 고어 (1963년 앨범 I'll Cry If I Want To의 비싱글곡으로 발매)[78]
- "Running Up That Hill" by 케이트 부시 (1985년 발매; 넷플릭스 기묘한 이야기 (미국의 드라마)에도 등장)[76]
- "Murder on the Dancefloor" by 소피 엘리스 벡스터 (2001년 12월 발매; 2023년 영화 솔트번에도 등장)[79][80]
- "Who Is She?" by I Monster (2003년 앨범 Neveroddoreven의 비싱글곡으로 발매)[81]
- "Maps" by 예 예 예스 (2003년 9월 발매)
- "Remember the Name" by 포트 마이너 (2005년 앨범 The Rising Tied의 두 번째 싱글로 발매)
- "505" by 악틱 몽키즈 (2007년 앨범 Favourite Worst Nightmare의 비싱글곡)[82][83]
- "Impacto" by Enjambre (2008-2009년 발매)
- "Bloody Mary" by 레이디 가가 (원래 2011년 앨범 Born This Way의 비싱글곡이었으나, 넷플릭스 웬즈데이 (드라마)의 피처 편집으로 틱톡에서 인기를 얻은 후 11년 만에 싱글로 발매)[84][85][86]
- "Sweater Weather" by The Neighbourhood (2012년 발매)[87][88]
- "Another Love" by 톰 오델[76]
- "Jenny (I Wanna Ruin Our Friendship)" by 스튜디오 킬러스 (2013년 발매)[89][90]
- "Freaks" by 서프 커스 (2013년 발매)[91][92]
- "Space Song" by 비치 하우스 (2015년 발매)[93]
- "Makeba" by 제인 (가수) (2015년 데뷔 스튜디오 앨범 Zanaka의 두 번째 싱글로 발매)[94]
- "Daddy Issues" by The Neighbourhood (2015년 발매)
- "Them Changes" by 선더캣 (2015년 앨범 The Beyond / Where the Giants Roam의 싱글로, 나중에 2017년 앨범 Drunk의 싱글로 발매)[95]
- "Little Dark Age" by MGMT (2017년 발매)[96]
- "Buttercup" by Jack Stauber (2017년 발매)[97][98]
- "Swim" by Chase Atlantic (2017년 발매)
- "Beggin'" (포 시즌스 (밴드) 커버) by 모네스킨 (2017년 12월 발매; 이 밴드는 이탈리아를 대표하여 유로비전 송 콘테스트 2021에서 우승)[99]
- "Arcade" by 덩컨 로런스 (2019년 3월 유로비전 송 콘테스트 2019의 네덜란드 참가곡으로 발매되었으며, 나중에 이 대회에서 우승)[100]
- "Mary on a Cross" by 고스트 (스웨덴의 밴드) (2019년 9월 발매)[101]
- "Anxiety" by 도치 (래퍼) (2019년 11월 발매)
- "Under the Influence" by 크리스 브라운 (2019년 앨범 Indigo 수록곡, 2022년 싱글로 재발매)
- "Middle of the Night" by 엘리 두헤[76]
- "Snap" by 로사 린 (2022년 3월 유로비전 송 콘테스트 2022의 아르메니아 참가곡으로 발매)[102]
- "End of Beginning" by Djo (2022년 9월 발매)[103]

## 비디오 게임에서
포켓몬스터 레드와 그린은 1996년 일본에서 발매되었고, 나중에 1998년 포켓몬 레드와 블루로 발매되었다. 이들은 수년간의 개발을 거쳐 슬리퍼 히트가 되었다. 일회성 제품이라고 믿었던 닌텐도는 처음에는 비교적 적은 양인 20만 장을 출하했다. 대부분의 언론은 이 게임들을 무시했지만, 숨겨진 캐릭터 뮤의 등장으로 인한 입소문으로 이 게임들의 인기는 일본 전역으로 점차 확산되어 1996년 말까지 100만 장이 판매되었다. 이 게임들은 결국 일본에서 역대 가장 많이 팔린 비디오 게임이 되었으며, 780만 장이 판매되었고, 전 세계적으로 4,500만 장이 판매되었다. 일본에서 전국적인 센세이션을 일으킨 후, 이 프랜차이즈는 1998년 9월 미국에 소개되었고, "포케마니아"라고 불리는 전 세계적인 열풍을 일으켰다.
포탈은 2007년 게임 팩 오렌지 박스의 일부로 큰 주목을 받지 못하고 발매되었지만, 결국 "현상"이 되었다.
스팀월드 디그(SteamWorld Dig, 2013)는 잘 알려지지 않은 개발사 Image & Form에 의해 3DS로 발매되었다. 이 게임은 닌텐도 다이렉트에서 언급된 최초의 인디 게임 중 하나가 되었고, 결국 모든 플랫폼에서 100만 장 이상 판매되었다. 이 게임이 성공하지 못했다면 스튜디오는 문을 닫을 수밖에 없었을 것이다.
어몽 어스는 2018년 6월에 발매되었고 처음에는 주류의 관심을 거의 받지 못했으며, 동시 접속자 수가 평균 30~50명에 불과했다. 이 게임은 2020년 중반에 트위치와 유튜브의 스트리머들에 의해 대중화된 후 갑작스럽고 상당한 인기 급증을 경험했다. 2020년 11월, SuperData Research는 이 게임이 5억 명 이상의 사용자를 보유하고 있으며, "월간 플레이어 수 면에서 역대 가장 인기 있는 게임"이라고 선언했다.
개발사 애로헤드 게임 스튜디오스의 헬다이버즈 속편인 헬다이버즈 2는 25만 명을 초과하는 플레이어 기반을 위해 설계되지 않았기 때문에 서버 문제가 발생하기 시작했다; 당시 플레이어 기반은 45만 명을 넘어섰다. 예상치 못한 성공으로 인해 헬다이버즈 2는 역대 가장 큰 슬리퍼 히트 중 하나가 되었다.

## 같이 보기
- 예술 영화
- 블록버스터
- 컬트 팔로잉
- 히트곡
- 팬덤

## 참고 문헌
- Berra, John (2008). 《Declarations of Independence: American Cinema and the Partiality of Independent Production》. Intellect Books. 68쪽. ISBN 978-1841501857.
- Ganeri, Anita; Bergan, Ronald (2006). 《Eyewitness Companions: Film》. Penguin. ISBN 0756643465.
- Gimarc, George (2005). 《Punk Diary: The Ultimate Trainspotter's Guide To Underground Rock, 1970-1982》. Hal Leonard Corporation. ISBN 0879308486.